# 红旗第1集团军

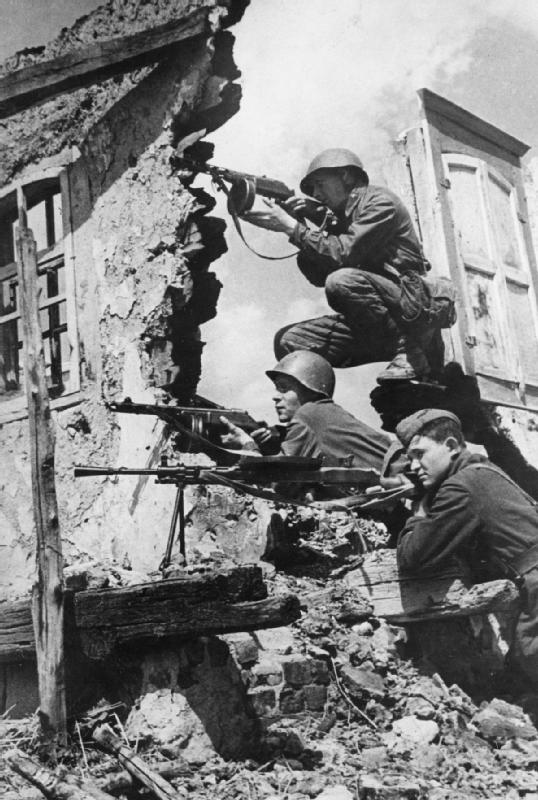
第二次世界大战中，红旗第1集团军在一个俄罗斯村庄的废墟中展示他们的武器。其中有两门PPSh-41子机枪，三门德格季亚廖夫轻机枪。

红旗第1集团军（俄语：1-я Краснознамённая армия）是苏联陆军的一个集团军。
成立于1938年，1953年解散，驻扎于苏联远东地区，1939年至1941年司令为馬基恩·波波夫，1941年司令为安德烈·伊万诺维奇·叶廖缅科，曾参与诺门罕战役和苏日战争。其他时期司令还有阿法纳西·帕夫兰季耶维奇·别洛博罗多夫和德米特里·丹尼洛维奇·列柳申科。